# Cacodemonius pusillus
Cacodemonius pusillus är en spindeldjursart som beskrevs av Beier 1953. Cacodemonius pusillus ingår i släktet Cacodemonius och familjen Withiidae. Inga underarter finns listade.